# Katharina Thien
Katharina Thien (16 juni 2000) is een Oostenrijks langebaanschaatsster, shorttrackster en skeeleraarster.
Op de Wereldkampioenschappen schaatsen afstanden 2021 reed Thien op het onderdeel massastart.

## Records

### Persoonlijke records[7]
| Afstand    | Tijd    | Datum            | Baan      |
| ---------- | ------- | ---------------- | --------- |
| 500 meter  | 42,26   | 12 december 2020 | Inzell    |
| 1000 meter | 1.23,93 | 13 december 2020 | Inzell    |
| 1500 meter | 2.08,79 | 12 december 2020 | Inzell    |
| 3000 meter | 4.39,80 | 24 oktober 2020  | Inzell    |
| 5000 meter | 8.17,13 | 20 december 2020 | Innsbruck |

## Resultaten langebaanschaatsen
| Jaar | WK Afstanden     |
| ---- | ---------------- |
| 2021 | HF 10 massastart |